# جنوب تيرول
مقاطعة بولزانو أو جنوب تِيرُول (بالألمانية: Südtirol) أو مرتفع أديجي (نقحرة: ألتو أديجي) (بالإيطالية: Alto Adige) هي مقاطعة إيطالية شمال إيطاليا متمتعة بالحكم الذاتي. عاصمتها مدينة بولزانو، عدد سكانها 485.042 نسمة ومساحتها 7399,97 كيلومتر مربع وبها 116 بلدية وثاني .أهم مدنها بعد العاصمة مدينة ميرانو، يحدها شمالا وشرقا النمسا، ومن الغرب سويسرا، ومن الجنوب الشرقي إقليم فينيتو عند مقاطعة بيلونو، ومن الجنوب مقاطعة ترينتو، ومن الجنوب الغربي إقليم لُمبَردية عند مقاطعة سوندريو.

ويسكن في المقاطعة أقليات لغوية الألمانية واللادينية، لذلك توجد هناك ثلاث لغات رسمية.

ويتكلم ما نسبته 70% من السكان اللغة الألمانية هناك. أما الباقون فيتكلمون اللغة الإيطالية ولغة محلية أخرى. ووضع المقاطعة المميز داخل إيطاليا هذا، مردّه إلى أنها كانت على مدى فترة طويلة جزءا من مملكة آل هبسبورغ.

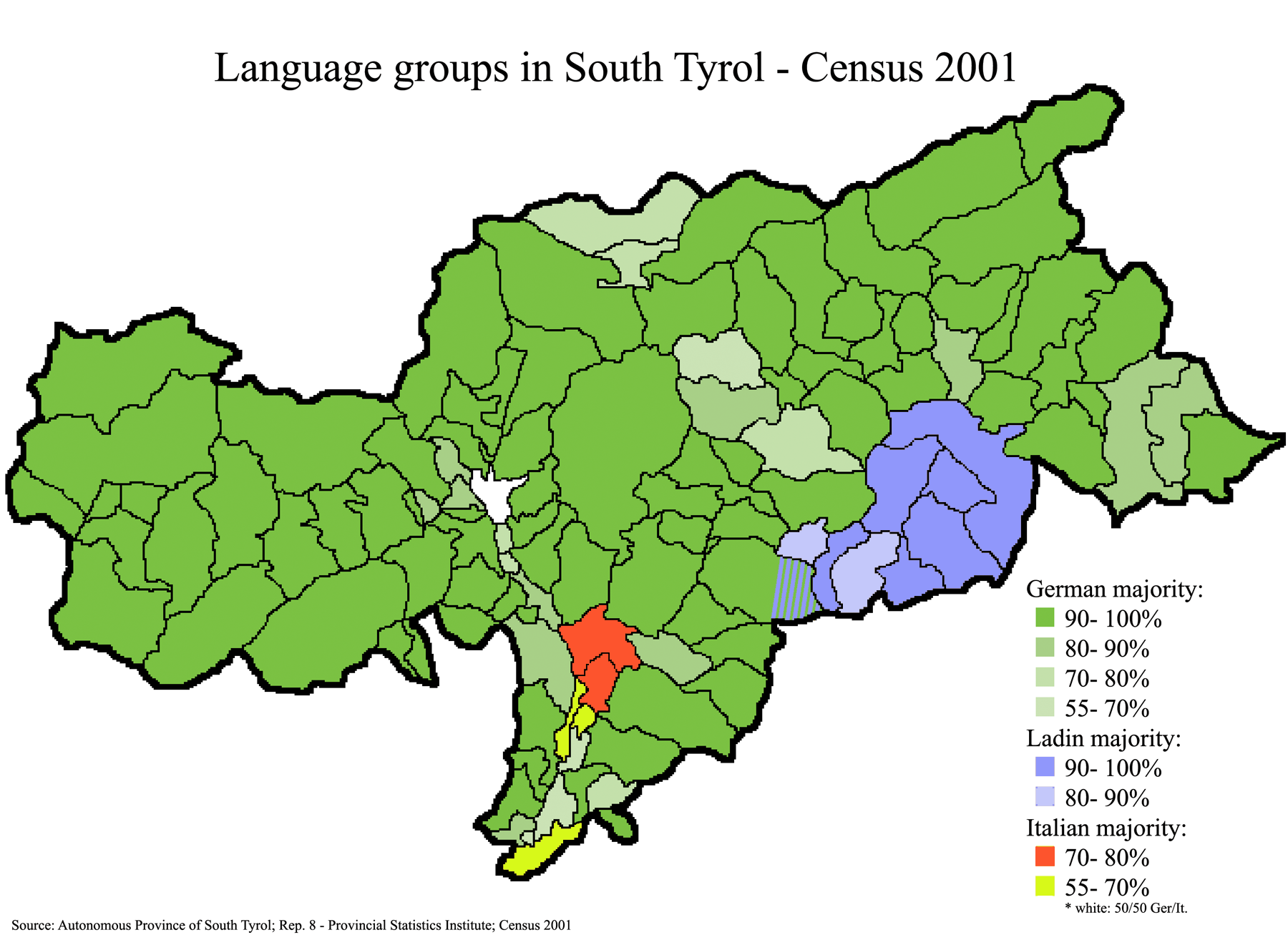
خريطة اللغات في المقاطعة: اللغة الألمانية في الأخضر واللادينية في الزرقاء والإيطالية في الحمراء والصفراء

## أعلام
- نوربرت والتر
- أولغا رادج
- خواكيم ليتشنر